# デスシェルター

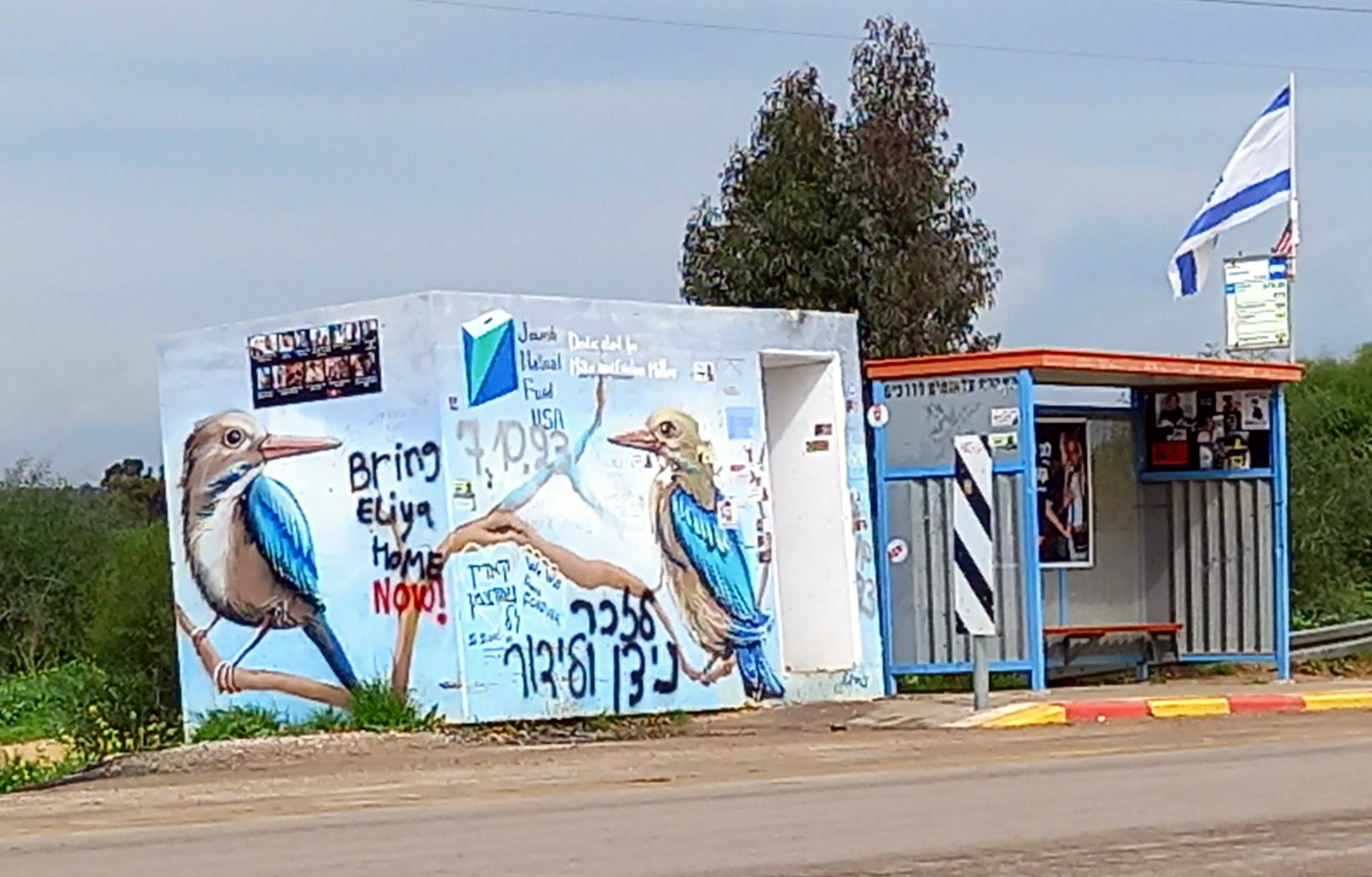
レイムの「デスシェルター」

デスシェルター（ヘブライ語: מיגוניות המוות）は、2023年10月7日のレイム音楽祭虐殺事件から逃げる途中で多数の若いイスラエル人が殺害され、拘束された場所であるレイムとアルミムにあるシェルターを指す用語。

## 背景
2023年10月7日のイスラエルへの奇襲攻撃の一環として、ハマースのヌフバ部隊の戦闘員たち（イスラエルの情報源の予測）が、「ノヴァ音楽祭」という音楽祭の会場に到着した。この音楽祭は2023年10月6日から7日の夜にレイム近くの森で開催されていた。ハマースの部隊は会場を襲撃し、結果、364人の民間人を殺害し、数百人が負傷した。さらに、44人がハマースやその他の組織によってガザ地区に連れ去られ、その一部は後に人質交換や「アルノン作戦」の一環として解放された。虐殺の間、武装勢力は性的暴行や強姦も行った。これはイスラエル建国以来史上最大のテロ攻撃だった。
イスラエルの法律では、数十年前からメルハブ・ムガン（ヘブライ語: מרחב מוגן）として知られるシェルターの設置を義務付けている。最初のセキュリティルームやシェルターは1951年に制定された民間防衛法に基づくもので、湾岸戦争でスカッドミサイルの標的にされるなど大きな事件が起きた後、何度か法改正が行われた。シェルターは、標準的な兵器の爆風や破片に耐えられるように設計されており、化学兵器や生物兵器からもある程度保護されていると言われている。

## 2023年10月7日に発生した襲撃事件と拉致事件

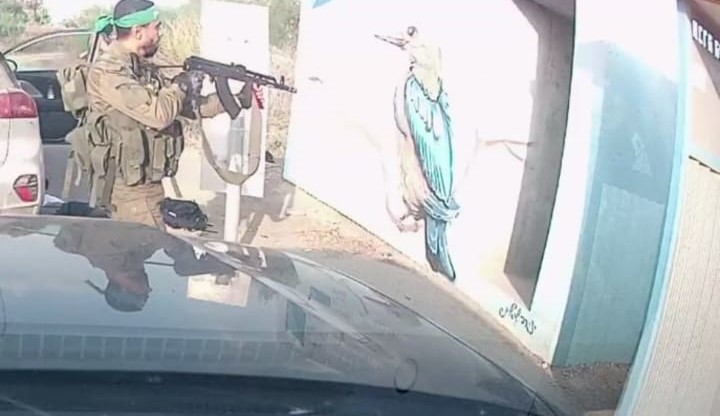
ハマースがノヴァ音楽祭近くの防空壕に銃撃（2023年10月7日）

### レイムのシェルター
武装勢力が現場に到着すると、約30人の音楽祭の参加者がレイムのシェルターに逃げ込み、アネル・シャピラやハーシュ・ゴールドバーグ＝ポリンも避難した。生存者の証言によると、シャピラはシェルターに最後に入ったという。ハマース戦闘員がシェルターに到着すると、シャピラは割れた瓶で武装し、入り口に立って戦闘員を撃退した。武装勢力の一人が、シェルターの入り口から手榴弾を次々と投げ始め、中にいた人々に攻撃しようとした。シェルターの入り口近くに立っていたシャピラは、手榴弾を阻止し、シェルターから離れるように投げ返した。こうして7つの手榴弾を防いだ後、8つ目の手榴弾が彼の手の中で爆発し、シャピラは死亡した。
その後、ハマースと他の組織の戦闘員がシェルターに入り、若い生存者を暴力的に引きずり出し、そのうちの何人かは程度の差こそあれ負傷し、ガザ地区へ誘拐するためにトラックに積み込んだ。誘拐された者の中には、手を失ったハーシュ・ゴールドバーグ＝ポリンもいた。

### アルミムのシェルター
音楽祭の参加者の何人かはアルミムのシェルターに隠れた。戦闘員はシェルターに到着すると、中にいたほとんどの人々を殺害した。虐殺の生存者の一人であるノーム・コーエンは、シェルターでの恐怖の瞬間を記録した『ノームズ・ソング2』を発表し、後にマオール・アシュケナージとの共作でミュージカル・シングルを発表した。

## 余波
2024年6月24日、人質・行方不明者奪還本部は、ハーシュ・ゴールドバーグ＝ポリン、オル＝レヴィ、エリア・コーエンの3人がシェルターから誘拐されたことを記録したビデオを公開した。イスラエル国家道路安全局は、シェルターの内装を塗り替え、そこで起こった暴力と流血の証拠を覆い隠したと批判された。

## 生存者の情報
- ユヴァル・ラファエル（英語版） - 50人が逃げ込んだデスシェルターから生き延びた12人のうちの1人。投げ込まれた手りゅう弾により負傷したものの、死体の下で8時間隠れて生き延びた[14]。ユーロビジョン・ソング・コンテスト2025のイスラエル代表。